# 1994 (roman)
1994 est un roman policier de Adlène Meddi publié le 2017 aux éditions Barzakh et réédité chez Rivages/Noir en 2018. Il reçoit le prix Transfuge 2018 du meilleur polar francophone.